# Virus khảm lá đu đủ
Virus khảm lá đu đủ (Papaya mosaic virus - PapMV) là một loại virus gây bệnh cho thực vật thuộc chi Potexvirus trong họ Alphaflexiviridae. PapMV có hình dạng que, có roi linh hoạt, chiều dài khoảng 530 nm.
Virus này là một chuỗi đơn của RNA mang tính dương được bao quanh bởi một vỏ bọc được tạo ra để thực hiện mã hóa protein của virus. Bộ gen đã được giải trình hoàn toàn và dài 6656 nucleotide. Nó được lây truyền bằng cách cơ học. Không có côn trùng nào làm vật truyền trung gian (vector) và nó không lây truyền qua hạt.
Biểu hiện của bệnh gây ra bởi loài virus này trên thực vật có thể quan sát được qua các tán lá của cây bị nhiễm bệnh khi lá bị xuất hiện những vết protein màu vàng, cam hoặc vàng chanh, hoặc vết axit nucleic Azure A.

## Sinh vật chủ, triệu chứng bệnh
Vật chủ chính yếu của nó là cây đu đủ (Carica papaya), mặc dù theo các nghiên cứu về sinh vật chủ, PapMV có thể lây nhiễm cho một số cây khác bao gồm snapdragon (Antirrhinum majus). Nó cũng từng được báo cáo là có thể lây nhiễm tự nhiên cho Ullucus tuberosus.
PapMV được báo cáo lần đầu tiên trên cây đu đủ vào năm 1962 loài này cùng với một loại virus khác là virus ringpot papaya (PRSV), một loại vi khuẩn potyvirus, cùng gây ra các bệnh có biểu hiện tương tự nhau trên cây đu đủ. Hai loại virus này được phân biệt vào năm 1965 và 1967 bằng cách sử dụng phương pháp đo chính xác được chiều dài, huyết thanh học, phạm vi vật chủ, những thứ bao gồm và khả năng truyền bệnh của rệp.
PapMV gây ra các triệu chứng khảm nhẹ trên lá đu đủ và gây ra hiện tượng còi cọc cây. Nó được biết là xảy ra ở Nam Mỹ (Bolivia, Peru và Venezuela), Hoa Kỳ và Việt Nam.